# بولاتي (أوزبكستان)
بولاتي هي بلدة في مقاطعة كاسان في ولاية قشقداريا في أوزبكستان.